# Modèle diathèse–stress

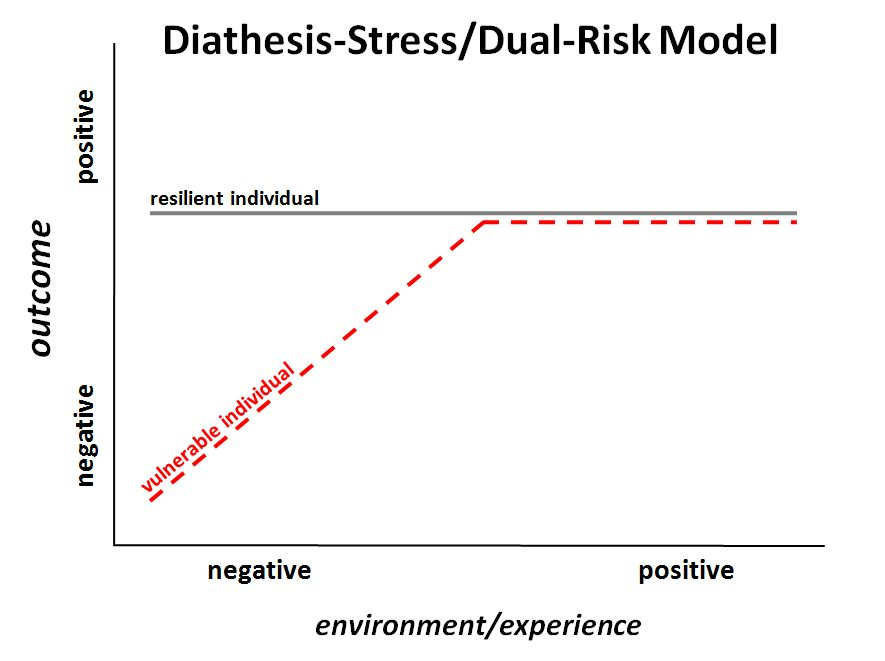
Schéma du modèle diathèse–stress : en horizontal, le vécu va de très négatif à très positif ; en vertical en représentée la conséquence pour une personne "solide" (noir) ou vulnérable (rouge)

Le modèle diathèse–stress est une théorie psychologique tentant d'expliquer certains comportements humains par la conjonction d'une vulnérabilité héréditaire et de stress important issu d'expériences vécues.
Le terme diathèse (du terme grec pour disposition ou plutôt ici au niveau psychique tempérament) désigne dans ce modèle une vulnérabilité supposée héréditaire, qui peut prendre la forme de facteurs génétiques, psychologiques, biologiques, ou de situation
.
La vulnérabilité effective d'une personne varie selon son tempérament, son histoire personnelle, et la manière dont s'est développé le trouble.

## Description
La diathèse, ou prédisposition, interagit avec la réponse au stress d'un individu. Le stress désigne un événement, ou une série d'événements, stressants de la vie qui affectent l'équilibre psychologique d'un individu et servant de catalyseur au développement d'un trouble. Ainsi, le modèle diathèse–stress explore la manière dont des traits biologiques ou génétiques (diathèses) interagissent avec des influences environnementales (éléments de stress) pour produire des troubles mentaux, comme la dépression, les troubles anxieux, et la schizophrénie. Le modèle diathèse–stress affirme que lorsque le stress excède une certaine limite, l'individu est hautement prédisposé à développer un trouble mental.
L'utilisation du terme diathèse dans les domaines de la médecine et de la psychiatrie remonte aux années 1800 ; cependant, le modèle diathèse–stress n'existait pas à cette époque et a été utilisé pour décrire une psychopathologie avant qu'il soit utilisé pour expliquer la schizophrénie dans les années 1960. Le modèle diathèse–stress est utilisé dans plusieurs champs de la psychologie, en particulier dans l'étude du développement des psychopathologies. Le modèle peut déterminer quel individu est susceptible ou non de développer un trouble. Par exemple, dans le contexte d'une baisse d'humeur, le modèle peut aider à expliquer pourquoi l'individu A devient déprimé, tandis que l'individu B ne le devient pas, même lorsqu'ils sont exposés à un même événement stressant. Le modèle explique également pourquoi certains individus sont plus susceptibles que d'autres de développer un trouble mental. Par exemple, un enfant dont un membre de la famille a des antécédents dépressifs est généralement plus à risque de développer une dépression. Un enfant dont un membre de la famille a des antécédents dépressifs et qui est exposé à des événements stressants, comme l'exclusion ou le rejet, serait plus à risque de développer une dépression, qu'un enfant dont un membre de la famille a des antécédents dépressifs, mais qui est actif sur les réseaux sociaux.

## Diathèse
Le terme de diathèse est synonyme de vulnérabilité. La vulnérabilité rend plus ou moins probable le développement de psychopathologie chez un individu lorsqu'un certain stress est rencontré. La diathèse implique facteurs génétiques, biologiques, psychologiques, et cognitifs liés à la personnalité.

## Stress
Le stress peut être conceptualisé par des événements stressants qui affectent l'équilibre psychologique d'un individu. Par exemple, un individu peut être plus vulnérable à la déprime, mais sans développer de dépression à moins qu'il ne soit exposé à un stress spécifique, qui peut causer une dépression nerveuse.